# Dallos
Dallos (яп. ダロス Даросу) — научно-фантастический аниме-сериал в формате OVA, выпущенный студией Pierrot в 1983—1984 годах. Режиссёр — Мамору Осии. Автор оригинала — Хисаюки Ториуми. Dallos считается первым аниме, изначально предназначенном для продажи на видеокассетах.  

## Сюжет
Действие происходит в далёком будущем. Люди колонизируют многие планеты. Луна стала новым источником полезных ископаемых. Местные шахтёры живут в рабских условиях и даже не имеют собственных имён, а вместо них носят номера. Среди рабов поднимаются мятежные настроения, и правительство Луны объявляет повстанцев врагами государства, подлежащими немедленному уничтожению.

## В ролях
| Сэйю             | Персонажи                           |
| ---------------- | ----------------------------------- |
| Мидзухо Судзуки  | Тайдзо Нономура                     |
| Тэссё Гэнда      | Доктор Маккой                       |
| Сюити Икэда      | Алекс Лигер                         |
| Ёсико Сакакибара | Мелинда Хёрст                       |
| Хидэки Сасаки    | Сюн Нономура                        |
| Румико Укаи      | Рэйчел                              |
| Кодзи Наката     | рассказчик                          |
| Дайсукэ Гори     | начальник общественной безопасности |
| Хидэюки Танака   | Макс                                |
| Масаси Хиросэ    | член совета                         |
| Мики Фудзимура   | Эруна                               |
| Такэки Накамура  | отец Сюна                           |
| Минори Мацусима  | мать Сюна                           |
| Рё Хорикава      | повстанец                           |
| Ясуо Мурамацу    | генеральный консул                  |

## Список серий
| № | Название                                                                                           | Премьера в Японии    |
| - | -------------------------------------------------------------------------------------------------- | -------------------- |
| 1 | Remember Bartholomew «Rimenbā Bāsoromyū» (リメンバー・バーソロミュー)                              | 28 января 1984 года  |
| 2 | The Order to Destroy Dallos! «Darosu Hakai Shirei!» (ダロス破壊指令!)                              | 21 декабря 1983 года |
| 3 | The Uprising in the Sea of Nostalgia, Act I «Bōkyō no Umi ni Tatsu Akuto 1» (望郷の海に起つ ACT1)  | 28 апреля 1984 года  |
| 4 | The Uprising in the Sea of Nostalgia, Act II «Bōkyō no Umi ni Tatsu Akuto 2» (望郷の海に起つ ACT2) | 21 июля 1984 года    |

## Производство и выпуск
Что касается вопроса, был ли Dallos первой OVA, 24 декабря 1983 года вышла The Green Cat, снятая по манге Lion Books Осаму Тэдзуки, производство завершилось в октябре. Сам термин и формат OVA придумал не Осии, а менеджмент компании Bandai, когда они подбирали контент для Emotion, своего нового лейбла домашнего видео. Dallos, ставший в итоге первой OVA, разрабатывал и создавал Хисаюки Ториуми, сначала в виде 52-серийного телепроекта; именно он снял первую серию. Осии позже подключился как сорежиссер, потому что был занят вторым полнометражным фильмом Urusei Yatsura. Параллельно идея выпуска аниме в обход телеканалов пришла Осаму Тэдзуке, но его работа оказалась издана на видеокассетах уже после Dallos.
Dallos изначально планировался как телесериал, который был отменён, а затем Bandai Visual согласилась выпустить первые четыре серии на видеоносителях. При этом не было никакого мерчандайзинга, поэтому в сюжете не пришлось делать упор на игрушки или куклы. Но поскольку вышло только четыре серии предполагаемой экранизации, то история осталась незавершённой. Вторая серия The Order to Destroy Dallos! появилась раньше первой — 21 декабря 1983 года. Примечательно, что сэйю главного героя мало чем себя проявил, в то время как остальные либо были, либо стали ветеранами индустрии. Например, Алекса озвучивал Сюити Икэда — голос Чара из Mobile Suit Gundam, а Мелинду — Ёсико Сакакибара.
В 1985 году на основе сюжета сериала был выпущен полнометражный мультфильм Dallos Special. К лазердиску прилагался 12-страничный буклет. Dallos Special издавался в США. В 1987 году это сделала компания Celebrity Home Entertainment под маркой Just for Kids, а название поменялось на Battle for Moon Station Dallos. Вырезанные сцены включали большую часть насилия и крови, а также медленные диалоги. В американском дубляже Монополис превратился в Мунополис, Нономура стал Номурой, а Док Маккой — Дугом (в другом варианте — Догом).
В 2004 году были изданы японские DVD. В 2014 году сериал вышел на американских DVD благодаря компании Discotek Media. Формат — 1,33:1 (4:3), звук — Dolby Digital 2.0. Изображение подвергалось незначительной реставрации. Доступны только субтитры, потому что нередактированная версия не дублировалась на английский язык. Документальное видео о создании (к 20-летию Dallos), включённое в качестве основного дополнения к диску, поясняет, что Осии разделил режиссёрские обязанности с Хисаюки Ториуми, которого считал наставником. Ториуми снял первую и драматическую часть третьей-четвёртой серий, Осии — вторую и экшен последних. Судя по всему, они мало согласовывали свои действия, несмотря на дружеские отношения, в результате очевидно несоответствие сцен. The Fandom Post включил Dallos в список лучших релизов классического аниме 2014 года. В 2015 году Crunchyroll добавил OVA Dallos в свой каталог.
В 2023 году OVA Dallos впервые издаётся на Blu-ray в ознаменование 40-летия лейбла Bandai Emotion. Также 9 февраля 2023 года прошёл юбилейный показ в кинотеатре Shinjuku Piccadilly Cinema с участием Мамору Осии и Хидэо Кодзимы. Осии рассказал, что тогда был очень занят: приходил в студию до полудня и работал над сериалом Urusei Yatsura, с вечера до полуночи трудился над Dallos, потом отправлялся в другую студию, где создавался фильм Urusei Yatsura 2: Beautiful Dreamer и находился там до утра. Режиссёр вдохновлялся романом «Лунный ад» Джона Кэмпбелла-младшего и кино «Битва за Алжир». Даллос находится на обратной стороне Луны, невидим с Земли и обращён в открытый космос. Если бы было сражение в космосе, то вышел бы Gundam в форме городской герильи в колонии. Осии хотел показать борьбу за независимость. Тогда он был молод и беззаботен, поэтому делал то, что хотел, не думая о будущем, и в данной работе есть как положительные, так и отрицательные аспекты. После этого OVA расширили аудиторию и стали одним из факторов распространения японской анимации за рубежом.
В 2023 году сериал был показан по каналу AT-X.

## Музыка
| №   | Название                        | Длительность |
| --- | ------------------------------- | ------------ |
| 1.  | «Theme of Dallos»               | 1:33         |
| 2.  | «Emergency Escape»              | 2:33         |
| 3.  | «Moon Dog»                      | 3:50         |
| 4.  | «Shun and Melinda's Love Theme» | 3:21         |
| 5.  | «Dog Fight»                     | 4:03         |
| 6.  | «Theme of Monopolice»           | 3:11         |
| 7.  | «Empty Heart»                   | 1:39         |
| 8.  | «Moonlight»                     | 1:12         |
| 9.  | «The Iron Claw»                 | 1:19         |
| 10. | «Chase»                         | 2:38         |
| 11. | «Resistance Theme»              | 2:50         |
| 12. | «Lunarian's Dream»              | 3:13         |
| 13. | «Theme of Dallos»               | 2:50         |

Саундтрек вышел на грампластинках Victor Entertainment в 1984 году. В 1994 году появилось издание на компакт-дисках. В 1999 году Victor Entertainment выпустила сборник на 2 CD: Dallos и Techno Police 21C. В 2022 году оригинальный саундтрек был переиздан Tower Records Japan.
Участники записи
Итиро Нитта и Дзюнъити Канэдзаки — труба, Сигэо Футино — саксофон-тенор, саксофон-сопрано и кларнет, Такааки Хаякава — тромбон, Фумио Ивасэ — бас-тромбон, Такэо Кикути и Тосинобу Такимото — барабаны, Сигэру Окадзава и Кадзуя Сугимото — бас-гитара, Такаюки Хидзиката и Кэндзи Китадзима — электрогитара, Хироюки Намба — фортепиано, Юки Сугавара — латинская перкуссия, Исао Канаяма — перкуссия, Maeda Group — струнные, Хидэаки Канэко и Сёдзо Иномата — звукорежиссёры. Запись произведена на студиях Starship, Victor Aoyama и Arcadia 9 ноября — 13 декабря 1983 года. Иллюстрация обложки — Мицуки Накамура.

## Критика
Журнал Paste присудил Dallos 97 место в списке 100 лучших аниме-фильмов. Anime News Network считает, что преднамеренно или нет, сценарий напоминает существование американских колоний в дни, предшествовавшие Войне за независимость. Отец Сюна упрямо настаивает на том, что кто-то должен работать вопреки массовым забастовкам; невеста Алекса Мелинда твёрдо и наивно верит, что люди на Земле не будут закрывать глаза на недовольство жителей Монополиса, даже если большинство персонажей относятся к ней скептически. Экшен-сцены за авторством Осии показывают, на что он будет способен в научной фантастике. Фильм «Первая кровь», где Рэмбо изготавливает оружие из имеющихся ресурсов, служит примером того, как колонисты переделывают строительные машины и меха в оружие (хотя сериал Команда «А» подошёл бы лучше). Осии также демонстрирует свои ранние устремления в области киберпанка: использование собак-киборгов и десантников на лыжах. Его внимание к деталям заключается в тщательном изображении заряжаемых обойм и оружия, выбрасываемых гильз и тактики боя. На самом деле, этому уделяется слишком много внимания — в Dallos отсутствует по-настоящему прославленный герой, что могло быть осознанным решением, поскольку сериал «пытался поймать Гандама за фалды», не будучи им. Лучше всего рассматривать данную OVA как первую арку незаконченной большой истории. Самой сильной является сцена, где Сюн стоит в Море Ностальгии, как и на обложке DVD.
Otaku USA назвал Dallos классическим аниме начала 1980-х годов и отголоском прошлого. Несмотря на возраст, это впечатляющая и трогательная история. Там достаточно актуальных политических высказываний о классовой борьбе, «чтобы заставить Берни Сандерса покраснеть», в сочетании с резкими фразами вроде «террорист для одних — борец за свободу для других». Studio Pierrot качественно анимировала последнюю битву между колонистами и полицией Лигера на поверхности Луны. Концепция противостояния пролетариата и буржуазии стала обсуждаемой в нестабильном мире 2020 года, поэтому зрителям необходимо вернуться к данному выпуску.
Джонатан Клементс и Хелен Маккарти в своей энциклопедии обратили внимание, что непримечательный плагиат романа Роберта Хайнлайна «Луна — суровая хозяйка» вошёл в историю как первое аниме, специально созданное для выпуска сразу на видео. Опенинг вдохновлён «Звёздными войнами», а длительное повествование и концепт-арт являются верным признаком того, что создатели ошибочно опасались сбить аудиторию с толку (как в Jin-Roh). Сценарий на самом деле был лучше, чем воплощение на экране, как и в более поздней работе Ториуми — Salamander. Создатели тогда ещё не осознали, что потребители видеопродукции будут старше, чем зрители телесериалов, таких как Gundam. Заключительное самодовольство, где поражённый колонист смотрит на далёкую Землю, породившую его, почти компенсирует дешёвую анимацию и ленивое создание мира, которые дают лунному городу синее небо и земную гравитацию.
THEM Anime оценил на три звезды из пяти. По мнению рецензента, даже лучшее из того, что было в 1983 году, позже стало выглядеть менее впечатляющим. Зрители, привыкшие к компьютерной анимации, скорее всего, будут разочарованы грубым художественным оформлением сериала, особенно упрощённым дизайном персонажей, фоном и анимацией движения в многочисленных боевых сценах. Похоже, что здесь сильно повлияла графика двух современных Dallos фантастических фильмов — космические корабли и орбитальные спутники, созданные художником «Звёздных войн» Ральфом Маккуорри и биомеханические рисунки Ханса Гигера из «Чужого». И если не беспокоит «старомодное» изображение, то разочаровывают сами персонажи. В научно-фантастическом аниме отношения между главными героями должны быть основной частью; их глазами и переживаниями показаны остальные миры. Однако, Сюн и Рэйчел не очень важны — он плохой работник, она представляет собой набор женских стереотипов: не интересуется технологиями, быстро надоедает, склонна к ревности, но обычно не говорит, что у неё на уме. Мало что свидетельствует об их самостоятельности: они похожи на сюжетные пешки — никто не стремится в политику; присоединиться к революционерам вынуждает жестокость военного губернатора Лигера, который иногда выглядит хуже, чем есть на самом деле. Кроме того, сериал одержим собаками. 
Второе, что следует отметить: четыре OVA, по-видимому, являются лишь начальными главами более длинной истории. В-третьих, не совсем понятно, чего действительно хотят революционеры, несмотря на выступления руководителя. В городах царит чистота и не замечено никаких признаков бедности или преступности; это отличается от Battle Angel. У всех жильцов на головах несъёмные металлические кольца, по которым власти могут установить личность, что в духе Большого Брата, хотя причиной ношения, вероятно, было обнаружение и опознание колонистов в случае происшествия. Они ещё чувствуют привязанность к Земле, но не могут увидеть её, а туда им вернуться не разрешают, неважно живым или мёртвым. «Мёртвая» точка создаёт поразительный образ в Даллосе. В отличие от стариков, последующие поколения не будут тосковать по близкой планете. Но в одержимости местом, которое люди никогда не видели, может быть и обратная сторона, как Юго узнал в Battle Angel. Таким образом, возникает вопрос: чем именно это отличается от современной Японии? Возможно, Даллос аллегоричен. Основатель неизвестен, лунарианцы поклоняются ему как богу и ждут пришествия. Результат будет гораздо сложнее, чем они думали. В целом, сериал не сильно устарел и является интересным пережитком эпохи. Аудитория: старше 13 лет из-за насилия и сцен, когда космические скафандры разрываются в лунном вакууме. Предположительно, фильм «Луна 2112» частично мог быть вдохновлён Dallos. Также рекомендуются The Irresponsible Captain Tylor и Planetes.